# اليهود يصلون في الكنيس يوم الغفران
اليهود الذين يصلون في الكنيس في يوم الغفران (بالإنجليزية: jews praying in the synagogue on yom kipper)‏ هي رسمه الفنان اليهودي البولندي موريسي غوتليب في عام 1878. يصور اليهود في خضم صلاة يوم الغفران، في أحد أقدس أيام التقويم اليهودي.